# 電影《沒有別的愛》演員撤換事件
電影《沒有別的愛》演員撤換事件是指中國大陸電影導演趙薇所執導的《沒有別的愛》，在片中飾演男主角的臺灣演員戴立忍及女演员水原希子被中國大陸官方媒體及網民質疑其政治立場而招受争议。舆论发酵后，剧组更换戴立忍。同时，导演赵薇否认水原希子曾参与电影拍摄。

## 前奏
電影《沒有別的愛》是趙薇在2016年导演拍摄的電影作品，由阿里影业投资拍摄。阿里影业是全球最大零售商阿里巴巴集团旗下控股公司，赵薇及其丈夫黄有龙本身是阿里影业第二大股东。
赵薇於4月25日透過微博張貼出包括臺灣演員戴立忍和日本女演员水原希子在内的多位主角定妝照時，就有網民指出戴立忍曾多次參與「太陽花運動」、「反課綱運動」等臺灣社會運動，被懷疑是台獨人士。水原希子曾在Instagram上为“辱华照片”点赞，照片内容是中国艺术家艾未未对着天安门竖中指。次日，水原希子微博贴出与赵薇合影。水原希子在Instagram上对友人转载的艾未未竖中指照片点赞一小时后，即收回。2013年4月间，她在Twitter以英文、日文道歉，强调自己只是欣赏艾未未，无意冒犯中国。

## 經過
6月27日，赵薇发布电影杀青微博，贴出与戴立忍合影，引起网友质疑。29日，赵薇发微博称：“好讨厌断章取义的媒体。”，随后迅速删除微博。6月30日，电影《没有别的爱》剧组发布官方声明，称网上针对戴立忍的消息为不实新闻，还表示将诉诸法律。但声明却激起更多质疑。同日，大陆籍导演管虎发微博支持戴立忍，指责网友不公，并贴出疑似侵华日军举枪图，随后迅速删除。
7月6日，共青團中央官方微博貼出對於戴立忍支持台獨的質疑。此篇质疑微博遭到新浪微博（阿里巴巴参股，赵薇及其丈夫黄有龙是阿里巴巴影业的第二大股东）删除，经共青团中央申请恢复，但引起网友哗然，引发赵薇利用资本管制舆论的论调。除新浪微博外，阿里巴巴参股的其它网站（如AcFun）上所有与赵薇有关的文章及评论全部被删。7月15日，《没有别的爱》剧组宣布撤换主演戴立忍。声明称当初起用戴立忍，未做政治背景深入调查，后遭网友谴责，赵薇和全部投资方还表示“坚决维护祖国统一”。稍晚，水原希子录制视频道歉，否认两张辱华照片是她本人，同时承认曾对他人辱华照片点赞。
此前，戴立忍發聲明表示他從來不是台獨份子，且從小就被教導當個正正當當的中國人。
《没有别的爱》电影启用的台湾演员戴立忍，在此之前未对他的政治背景做全面深入的调查，由此引起了广大网民的愤慨和谴责，为此我们要求戴立忍显示就自己的政治立场做一个明确的表态。……但多次沟通之后，戴立忍先生表态依旧模糊。为此，导演和全部投资方集体决定，撤换本部电影的男主演戴立忍。……我们为此前的用人失察向广大网民致歉，并对由此造成的伤害真诚地说一声对不起。
 — 《没有别的爱》片方，2016年7月15日声明
該事件衍生出臺灣社會運動人士王奕凱於7月16日，在臉書發起「第一屆向中國道歉大賽」，此活動被各國際媒體報導。中國大陆網友在此活動後，也在「天涯社區」網站及微博發起「向台灣道歉」活動反諷此一活動。
而該活動「第一屆向中國道歉大賽」則在8月7日，由活動主辦人王奕凱宣布最終冠軍為香港的毛記電視所推出的影片《Sorry Sorry》，主辦人王奕凱表示該影片獲得冠軍的理由是網友之間點讚的數量最多，同時也是分享數最高的。

## 各界反應

### 臺灣

#### 藝文界
- 導演李惠仁坦言感到非常難過與心痛，他表示戴立忍事件就像當時的周子瑜，身在民主社會卻無聲音自由，讓人匪夷所思，「竟然會出現外力、黑手干預，讓人為了生存而必須表態，好像被逼上刑場，被迫做你不想做的事。」[18]
- 有台灣最會說故事的人之稱的導演吳念真則說，有些人只會在外面叫囂，但實際上與他們無關。吳認為，有時候為了更大的目標與前提，可能要做出自己都不一定接受的態度。吳也認為，戴立忍已是成熟的人，也足夠的智慧去面對[19]。

#### 传媒界
- 台湾資深媒体人馮賢賢在臉書上寫道，趙薇因拍台灣主導的連續劇而大紅，台灣也沒有人逼她表態，自由是台灣的寶，一定要以此為傲，不能輕易喪志。馮賢賢還表示，中華人民共和國政府藉著挾持台灣藝人而對台灣統戰，這件事緊接在南海仲裁案之後，可能並非巧合，台灣不能隨他們的拍子起舞[20]。

#### 政治界
- 中华民国行政院院长林全在回答记者提问的时候说：「演艺人员的工作，应该是尽量发挥他们的专业和表现，那么希望不要有任何政治上的考虑……我们也期待这种事情不会是一个常态」。[21]

- 民主進步黨立法委員林俊憲表示，在自由的年代裡，我們習慣尊重彼此的想法、意識與理念，沒有人需要因為自己的主張、理念或是愛一塊土地與否而道歉，所以看到發生像在周子瑜、戴立忍等人身上的事，才會讓我們如此驚訝。[22]

- 中國國民黨邱毅表示，「戴立忍是老鳥冒充小白兔」，並認為是「綠營全力護航操作成政治事件」。[23]

- 新黨王炳忠表示，「台灣藍綠立委別再秀自己的愚蠢無知了」。[24]

#### 教育界
- 國立成功大學電機系教授李忠憲在臉書上有感而發，憂心中資入股台部份IC設計產業，擔心成為台灣國安問題。[25]。

### 中國大陸
- 人民日报海外版微信公众号“侠客岛”发文评赵薇事件，文章名为《小燕子，他们说你爸是皇上》，作者司徒格子认为，民族主义神经曾指挥者热血青年上街砸日本车和车里的同胞，抵制某货和用某货的所有人，用最粗鄙的语言宣泄最不容置疑的正义感，只要看法相左，便是敌人。这一次也是以抵制外敌人入侵的名义，抵制同胞。[26][27]自媒体作者“瘪犊子曰”突然在其微博上发文，他此前所写的《赵薇删帖激怒共青团中央，背后力量何许人也》一文中，“确有有待证明以及斟酌的地方”，“缺乏严谨的调研，就在文中将删帖事件与赵薇女士乃至其他力量关联起来，引起网友误读误解。” 因此 “严正声明”，要求已转载其前文者“必须立即删除”，不要再继续转载。“瘪犊子曰”在公告最后表白称，“如果我的文章让赵薇女士和电影《没有别的爱》蒙受不白之冤的话，我在此郑重表示道歉”。[28][29]
- 事件发生之后，有网民发表“爱国”言论，号召民众抵制肯德基等外资企业，但有网友发现此人在发表相应言论之前曾大量发表亲美亲西方言论，因此有民众质疑“抵制肯德基”实为“围基救赵”，是“高级黑”的表现。[30]